# Jože Kampič
Jože Kampič, slovenski jazzovski harmonikar, saksofonist, klarinetist in glasbeni producent, * 23. september 1930, Jesenice, Kraljevina Jugoslavija, † 2. november 2001. 
Bil je prvi harmonikar, ki je uvedel petglasno akordično igranje na klavirski harmoniki in med prvimi, ki je dokazal, da je harmonika zelo uporaben instrument za izvajanje sodobne jazzovske in zabavne glasbe. Odlikovalo ga je izredno tehnično znanje. V 50. letih je imel lasten kvintet, po njegovem razpadu pa se je kot saksofonist in klarinetist pridružil Plesnemu orkestru RTV Ljubljana, pri katerem je od leta 1960 pa do konca 80. let dvajsetega stoletja deloval kot glasbeni producent.

## Biografija
»Pomagalo mi je delo, kvaliteta ter resnost, ki sem jo moral negovati. S kraja sem shajal samo s talentom, ko pa sem dojel, da je treba tisto, kar človeku privre izpod prstov izboljšati, sem šele ugotovil koliko mi manjka in, jasno, kdor to ugotovi mora delati, garati, saj poznate tisto – talenta je toliko, vse drugo pa je delo. Harmonika je za številne instrument, za katerega mislijo, da se ga da zelo hitro naučiti. Saj je to res. Nekateri so z njim zadovoljni kakorkoli že igrajo, jaz pa menim o njem nekoliko drugače. Zelo resno je treba vaditi, če želite igrati tako, da je kaj vredno. Redki imajo za kaj takšnega voljo. Bil je čas, ko sem vadil tudi po 6 ur na dan.«

Jože Kampič
Kampič se je rodil 23. septembra 1930 na Jesenicah. V otroških letih se je navdušil nad igranjem harmonike, kasneje pa so mu starši kupili tudi klarinet in saksofon. Ko je bil star 12 let je postal član jeseniške godbe na pihala. Kmalu je na Jesenicah igral po vseh plesih in kavarnah predvsem kot violinist. Leta 1950 je maturiral in se preselil v Ljubljano, kjer je spoznal različne glasbenike, s katerimi je nato začel nastopati, njegova kariera pa se je pričela vzpenjati.

### Trio in kvintet
Leta 1950 je Kampič ustanovil svoj trio, leta 1952 pa je ustanovil svoj kvintet. Zasedbo so sestavljali Franc Tržan (klarinet), 17-letni Jože Privšek (vibrafon), Miško Hočevar (bas), ki ga je kasneje zamenjal Tomo Mächtig, Janez Škofic (bobni) in Kampič na harmoniki. Vzor kvinteta je bil nizozemski Kvartet Arta van Damma. Po pol leta vaj jim je Radio Ljubljana omogočil prvo snemanje. Glavni aranžer kvinteta je bil mladi Jože Privšek, Tomo Mächtig pa je o kvintetu dejal, da so »vse stvari /.../ takrat posneli, /.../ vse aranžmaje je pa pisal Privšek in smo kar nekaj posneli, snemali smo pa na Radiu.« Kvintet je gostoval po vsej Evropi in svetu, kar jim je omogočil Radio Ljubljana, kot predstavniki Radia Ljubljana pa so nastopili na vidnih mednarodnih glasbenih prireditvah in oddajah, kot sta »Glasba ne pozna meja« in »Glasba z Elizejskih poljan«. Zaradi različnih interesov in obveznosti je kvintet leta 1957 prenehal z delovanjem. Posnetki kvinteta iz 50. let so izšli šele leta 2001 pri ZKP RTV Slovenija na kompilacijskem albumu Za ljubitelje swinga.
Po razpadu kvinteta se je Kampič pridružil Plesnem orkestru RTV Ljubljana, kjer je igral saksofon in klarinet, leta 1960 pa je postal glasbeni producent orkestra, kar je ostal vse do upokojitve konec 80. let. V 60. letih je kot solist na harmoniki ob spremljavi Plesnega in Zabavnega orkestra RTV Ljubljana izdal tri EP plošče. Leta 1964 pri založbi Diskos album Maruška, istega leta pri PGP RTB album Polka Italiana, leta 1968 pa pri češki založbi Supraphon album Red Roses for a Blue Lady and Other Compositions for Accordion. Leta 1969 je prispeval glasbo za kratki dokumentarni film Partizanski kurirji, leta 1973 pa je napisal glasbo za film Ljubezen na odoru, režiserja Vojka Duletiča.
Umrl je novembra leta 2001.

## Izbrana diskografija

### Solist
- Maruška (1964)
- Polka Italiana (1964)
- Red Roses for a Blue Lady and Other Compositions for Accordion (1968)
- Za ljubitelje swinga (2001)

### Producent
Plesni orkester RTV Ljubljana
- V soju žarometov (1970)
- In the Mood (1974)
- Križanke (1976)
- Glenn Miller (1979)
- Swing, swing, swing (1983)
- Joan Faulkner (1984)
- Cockpit (1985)
- Sakralni koncert za orkester, zbor in soliste (1987)
- A Tribute to Count Basie (1989)
- 60 let (2005)

Marko Brecelj
- Cocktail (1974)
- »Duša in jaz / Tri ženske« (1974)

Ostalo
- Lidija Kodrič: Moj prozor (1975)
- Edvin Fliser: »Moja mala / Broni moj svet«
- Marjana Deržaj: Življenje s pesmijo (1979)
- Teme Radenci '84 Yu-Jazz Glasbena parada Radenci Jugoslavija (1984)
- Pepel in kri: Koncert v Cankarjevem domu (1984)
- Elda Viler: Včeraj, danes, jutri (1998)
- Orkester Ad hoc: Zgodovina slovenskega jazza Ad hoc 1960-1970 (2008)